# Jana Cova
Jana Cova, pseudonimo di Jana Oujeska (Vyškov, 13 aprile 1980), è un'ex attrice pornografica ceca.

## Biografia
Jana Cova è stata performer di film porno dal 2002 al 2011. Nel 2002 compare in 27 titoli differenti, tra cui il rinomato "North Pole #34", specializzandosi subito e dedicandosi esclusivamente alle produzioni "all girls", che rappresentano il più ricco mercato di genere dell'hardcore. Pur dichiarando pubblicamente di essere di orientamento bisessuale, si è costruita un'etichetta "professionale" di performer lesbica assolutamente convincente, che non disdegna l'uso di accessori "fetish" (spesso è in scena con scarpe dal tacco alto, calze autoreggenti e reggicalze, e utilizza vari tipi di sex-toys). Riscuotendo in breve il riconoscimento di un pubblico di ammiratori maschili sempre più vasto, Cova ha alimentato il suo personaggio - ed il suo successo - rinunciando deliberatamente a partecipare, come molte altre porno-attrici del genere "all girls", alle produzioni che prevedessero per lei performance con partner maschili (anche se è presente un rarissimo set di foto in cui una giovanissima Jana Cova interagisce con un ragazzo in un rapporto completo). Nell'aprile 2005 ha siglato un contratto di esclusiva per la società di produzione Digital Playground, che poi ha abbandonato nell'ottobre 2007, affermando di «voler dare una svolta alla sua carriera». Tra il 2008 e il 2011 ha partecipato a una decina di episodi della serie Women Seeking Women prodotti dal marchio Girlfriends Films. Al termine della sua carriera (2011) risultano pubblicati quasi 200 video in cui Cova è protagonista o compartecipante. Tra questi, più di 120 offrono di Cova almeno una performance lesbo.
Parallelamente all'attività di performer a uso della videocamera, Cova ha sviluppato anche quella di modella "hard", comparendo ciclicamente all'interno dei set delle principali riviste per adulti americane, tra cui Hustler, High Society, Leg Show, Frenzy, Club International impersonando, se accompagnata, il ruolo a lei congeniale di lesbica e "dominatrix".
Si registrano però anche diverse incursioni nel mondo dell'erotismo più patinato. La rivista di nudi glamour Perfect 10 le ha dedicato un portfolio; ugualmente ha fatto per il numero di aprile 2003 Penthouse Usa (riservandole anche il titolo di "pet of the month").
Infine è stata anche notata dalla famosa e controversa fotografa statunitense Suze Randall, che l'ha resa protagonista di diverse sue piccanti foto-storie di sapore lesbo-chic, sempre al limite fra erotismo e pornografia. Tra i set più scandalosi ricordiamo "Warehouse" (2002), nel quale una Cova borchiata di nero è dominata dall'"amica" Cassidey Rae, anche lei ricoperta di fibbie e di pelle nera che però in più allaccia in vita un sex-toy, tutto foderato di nero anch'esso. Nel 2018 ha definitivamente chiuso con l'industria pornografica.

## Riconoscimenti
- AVN Awards
  - 2007 – Best All-Girl Sex Scene (video) per Island Fever 4 con Jesse Jane, Teagan Presley e Sophia Santi[5]

## Filmografia
- 18 and Lost in Cleveland (2002)
- Bella's Perversions 2 (2002)
- Blue Jean Blondes 4 (2002)
- Bob's Video 177: Looking Over Jana Cova (2002)
- Carmen Goes to College 3 (2002)
- Club TropiXXX (2002)
- Girls School 4 (2002)
- Jeepers Peepers! (2002)
- Merger (2002)
- My Dreams Of Shay (2002)
- No Man's Land 37 (2002)
- North Pole 34 (2002)
- Paradise Lost (2002)
- PPV-666: Jana Cova (2002)
- PPV-679: Playfull Panties (2002)
- PPV-680: Jana Cova Pantyhose 2 (2002)
- Private Performance 195: Jana Kova (2002)
- Pussy Foot'n 1 (2002)
- Pussyman's Decadent Divas 19 (2002)
- Pussyman's Face Sitting Fanatics 2 (2002)
- Pussyman's Shaving Starlets 3 (2002)
- Real Female Masturbation 15 (2002)
- Real Female Masturbation 16 (2002)
- Rub The Muff 6 (2002)
- Screaming Orgasms 8 (2002)
- Slumber Party 18 (2002)
- Snakeskin (2002)
- Sneaky Preview 68 (2002)
- Up And Cummers 102 (2002)
- 18 and Lost in Las Vegas (2003)
- Beat the Devil (2003)
- Beauty Within (2003)
- Behind The Mask (2003)
- Best Of Stocking Feet 1 (2003)
- Buffy Malibu's Nasty Girls 31 (2003)
- Fem Bella (2003)
- Fem Tango (2003)
- Fresh Porn Babes 2 (2003)
- Generation XXX (2003)
- Hollywood Hostel (2003)
- Hot Showers 13 (2003)
- House of Legs 24: Nylon Lovers (2003)
- Jack's Playground 5 (2003)
- Older Women With Younger Girls 3 (2003)
- Playful Panties (2003)
- Pussy Foot'n 5 (2003)
- Sex Symbol (2003)
- Sex Trials (2003)
- Sexhibition 9 (2003)
- Soloerotica 2 (2003)
- Stocking Secrets 1 (2003)
- Taped College Confessions 17 (2003)
- Very Personal Assistants (2003)
- Young Sluts, Inc. 14 (2003)
- Addicted to Sex (2004)
- Bound, Gagged and Bare-Skinned (2004)
- By Invitation Only (2004)
- Girls Of Amateur Pages 2 (2004)
- Hand Gagged (2004)
- In the Garden of Shadows 2: Faith (2004)
- Jack's Playground 26 (2004)
- Ladies in Lust (2004)
- Pussyman's Decadent Divas 23 (2004)
- Sexz In The City (2004)
- Slexy 2 (2004)
- Soloerotica 4 (2004)
- Story Of J (2004)
- Taboo 1 (2004)
- Teen Angel (2004)
- Uber Blondes (2004)
- Undressed And Oversexed (2004)
- Welcome to the Valley 2 (2004)
- Welcome to the Valley 4 (2004)
- Young And The Raunchy (2004)
- Young Girls' Fantasies 6 (2004)
- Best of Stocking Secrets (2005)
- Bind and Gag the Topless Girls (2005)
- Chloroformed Without Clothes (2005)
- Devon: Decadence (2005)
- Enchantress (2005)
- Exposed: Featuring Justine (2005)
- Gagged and Bound Nudes (2005)
- Girls Hunting Girls 5 (2005)
- Jack's Big Ass Show 1 (2005)
- Little Tit Lesbos 2 (2005)
- Porcelain (2005)
- Pussy Foot'n 12 (2005)
- Soloerotica 6 (2005)
- Teagan: All American Girl (2005)
- Topsy Turvy (2005)
- World Of Sexual Variations 2 (2005)
- Wrong Kind Of Woman (2005)
- Forbidden Fantasies (2006)
- Hot Rod for Sinners (2006)
- I Love Carmen 2 (2006)
- Island Fever 4 (2006)
- It Takes Two (2006)
- Jack's Big Ass Show 3 (2006)
- Jack's My First Porn 5 (2006)
- Jack's Playground 31 (2006)
- Lascivious Liaisons (2006)
- Peek: Diary of a Voyeur (2006)
- Sapphic Liaisons 2 (2006)
- Soloerotica 7 (2006)
- Sugar Daddy Wanted (2006)
- Throb 1 (2006)
- Virtual Sex With Jana Cova (2006)
- By Appointment Only 6 (2007)
- Deeper 5 (2007)
- Jack's POV 10 (2007)
- Jack's POV 8 (2007)
- Jack's Teen America 17 (2007)
- Jana Cova in Blue (2007)
- Jenna Goes Solo (2007)
- Jesse in Pink (2007)
- Lena's Tickling Vendetta (2007)
- Masturbation Mayhem 3 (2007)
- Our Little Secret (2007)
- Sexual Freak 4: Jana Cova (2007)
- Sophia Santi: Scream (2007)
- Video Nasty 1: Jana Cova (2007)
- Women Seeking Women 38 (2007)
- All Alone 4 (2008)
- American Pinup (2008)
- By Appointment Only 7 (2008)
- Cougar Club: The Hunt is On (2008)
- Dripping Wet MILFs (2008)
- Exposed: Featuring Jana Cova (2008)
- Fuck My Mom And Me 6 (2008)
- Girls in Training 2 (2008)
- Imperfect Angels 4 (2008)
- Jack's Big Ass Show 7 (2008)
- Jack's Teen America 20 (2008)
- Jana Cova: Erotique (2008)
- Jana Cova: Lust (2008)
- Lesbian Truth or Dare 1 (2008)
- Lucky Lesbians 3 (2008)
- My Evil Sluts 3 (2008)
- My Mom And My Girlfriend 5 (2008)
- My Secret Girlfriend (2008)
- Seduced By A Real Lesbian 3 (2008)
- They Tied Me Topless (2008)
- Today's Your Day to Be Bound and Gagged (2008)
- Who Let the Cats Out (2008)
- Women Seeking Women 41 (2008)
- Women Seeking Women 42 (2008)
- Women Seeking Women 47 (2008)
- ATK More Footlovers' Delight (2009)
- Belle (2009)
- Blonde and Brilliant (2009)
- Blondes in Black Leather (2009)
- Busty Solos 2 (2009)
- By Appointment Only 8 (2009)
- Costume Girls Betrayed and Bound (2009)
- Even Bad Girls Get Bound (2009)
- Fem Luminoso (2009)
- It's a Bad Day to Be a Business Babe (2009)
- Jana Cova: Scream (2009)
- Jana Cova's Juice (2009)
- Jenna Confidential (2009)
- Lucky Lesbians 5 (2009)
- Nymphetamine 1 (2009)
- Nymphetamine Solamente 1 (2009)
- Secret Diary of a Cam Girl (2009)
- Silenced Secretaries (2009)
- Tape Bound 7 (2009)
- Tickle Hell for Nikky and Friends (2009)
- Tough Chicks Tie Business Beauties (2009)
- Women Seeking Women 50 (2009)
- Women Seeking Women 52 (2009)
- Bound for the Holidays (2010)
- Captured Costume Girls (2010)
- Escape Artists (2010)
- Kittens vs. Cougars (2010)
- Laughter Rings in the New Year (2010)
- Lesbian Legal 6 (2010)
- My Evil Sluts 5 (2010)
- No Escape for Costumed Girls (2010)
- Supermodels Bound and Silenced (2010)
- Tape Gagged Girls Can't Speak (2010)
- Tightly Bound Babes (2010)
- We Live Together.com 15 (2010)
- Women Seeking Women 61 (2010)
- Women Seeking Women 67 (2010)
- Barefoot Wonders (2011)
- Beautiful Barefoot Portraits (2011)
- Disguised in Bondage (2011)
- Helpless Bondage Babes (2011)
- Just Tie Me Up and Gag Me (2011)
- Lipstick Lesbo 4 (2011)
- Molly's Life 12 (2011)
- Plastic Wrapped Dolls (2011)
- Pretty Girls Tied Tight (2011)
- Stripped Down and Tied Up (2011)
- Toe Sucking Orgy (2011)
- Women Seeking Women 70 (2011)
- Peter's Game: 2 on 1 (2012)